# 儿童在线隐私保护法
儿童在线隐私权保护法（Children's Online Privacy Protection Act，简称COPPA）是2000年4月21日生效的美國法律，主要针对在线收集13岁以下儿童个人信息的行为。它详细介绍了网站运营商必须包括的隐私政策，何时以及如何获得父母或监护人同意，以及应尽的责任，运营商必须保护儿童的隐私和安全，包括限制向13岁以下的儿童销售。

## 国际范围
这是一个美国的法律，美国联邦贸易委员会已经明确提出COPPA的要求将适用于外国运营的网站，如果这些网站“直接或企图从美国儿童收集信息” 其他国家如澳大利亚也做出了类似的13岁以下的儿童在线保护法律。
根据美国联邦贸易委员会（FTC），《儿童隐私保护法》可适用于所有针对美国用户或有意收集美国儿童信息的在线服务，不论此在线服务来自于哪个国家。以下是FTC官方网站上的观点的体现：
- 国际竞争和消费者保护活动由联邦贸易委员会的国际事务办公室管控，包括:
  - 增强与外国竞争和消费者保护机构的关系
  - 与世界各地的竞争者和消费者保护机构一起，制定正式和非正式的安排和协议
  - 在有关竞争与消费者保护的国际论坛进行合作对话，并提交报告
  - 帮助世界各地的机构发展与加强他们自己的竞争和消费者保护项目
  - 通过美国《安全网络法案》与外国执法部门共享信息
  - 维持健全的国际学者项目[2]

然而，联邦贸易委员会很少对外国公司采取执法行动，并在执法过程中会面临许多实际挑战。尽管互联网世界是相互关联的(管辖权只适用于国内运营)，联邦贸易委员已对至少一家拥有大量美国用户的外国公司实施了COPPA，就中国字节跳动公司的TikTok应用程序达成了570万美元的和解。

## 批评
COPPA有很大的争议，很多人批评其无效，并可能违反宪法。他们说，这攻击儿童的言论自由，和自我表达权利。
Facebook的联合创始人兼CEO马克·扎克伯格（Mark Zuckerberg），对COPPA表示反对，并表示：“這是一場我們遲早要打的仗。我認為，教育應該從年齡非常小的時侯開始。” 
2019年，FTC對YouTube及谷歌審查，以其違反COPPA控上紐約州法院，該罰款判決3：2票數通過，YouTube和谷歌方以每支影片42,530美元（共1.7億美元）作為罰款，以此與FTC達成和解協議。2020年1月6日，COPPA使YouTube有關聯兒童內容的視頻做出禁止廣告置放、影片收藏和留言功能，以致多用戶和相關影片製作者不滿，並在該法實施前後做出抗拒。

## 另请参阅
- 健康保险便利和责任法案
- 通用数据保护条例
- 美國隱私權法